# Plagiodera versicolora
Plagiodera versicolora är en skalbaggsart som först beskrevs av Johann Nepomuk von Laicharting 1781.  Plagiodera versicolora ingår i släktet Plagiodera och familjen bladbaggar. Arten är reproducerande i Sverige. Inga underarter finns listade i Catalogue of Life.

## Bildgalleri

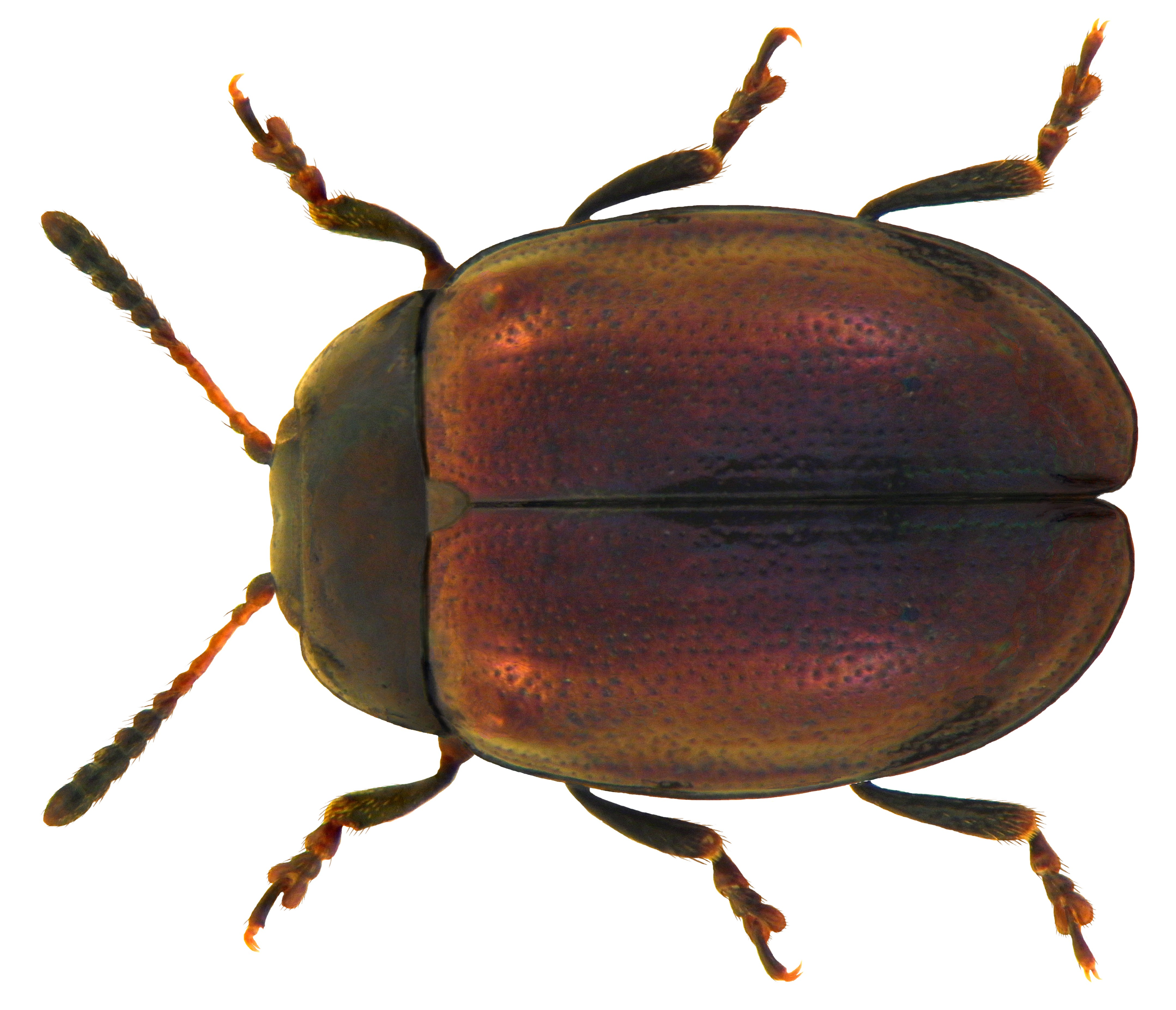
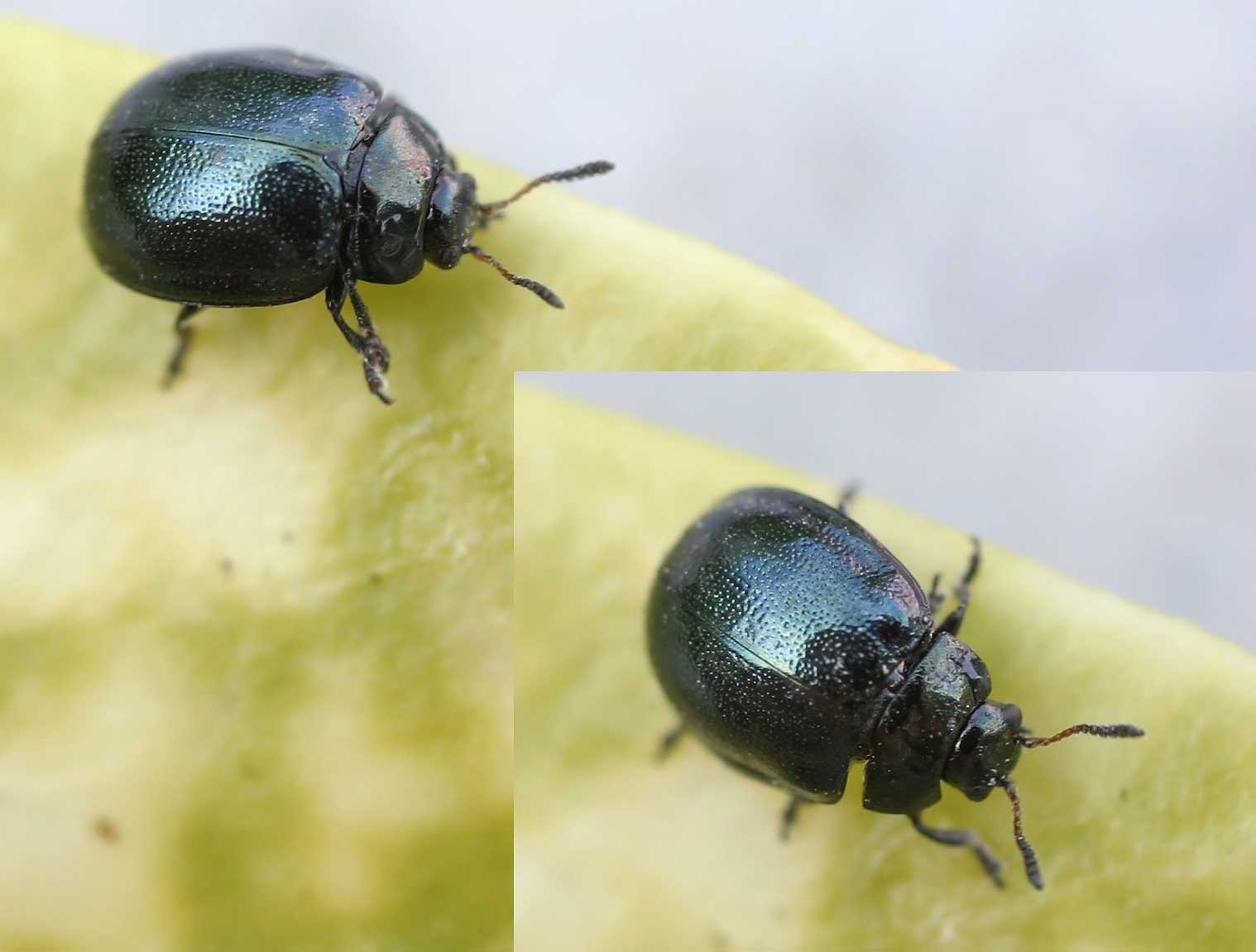
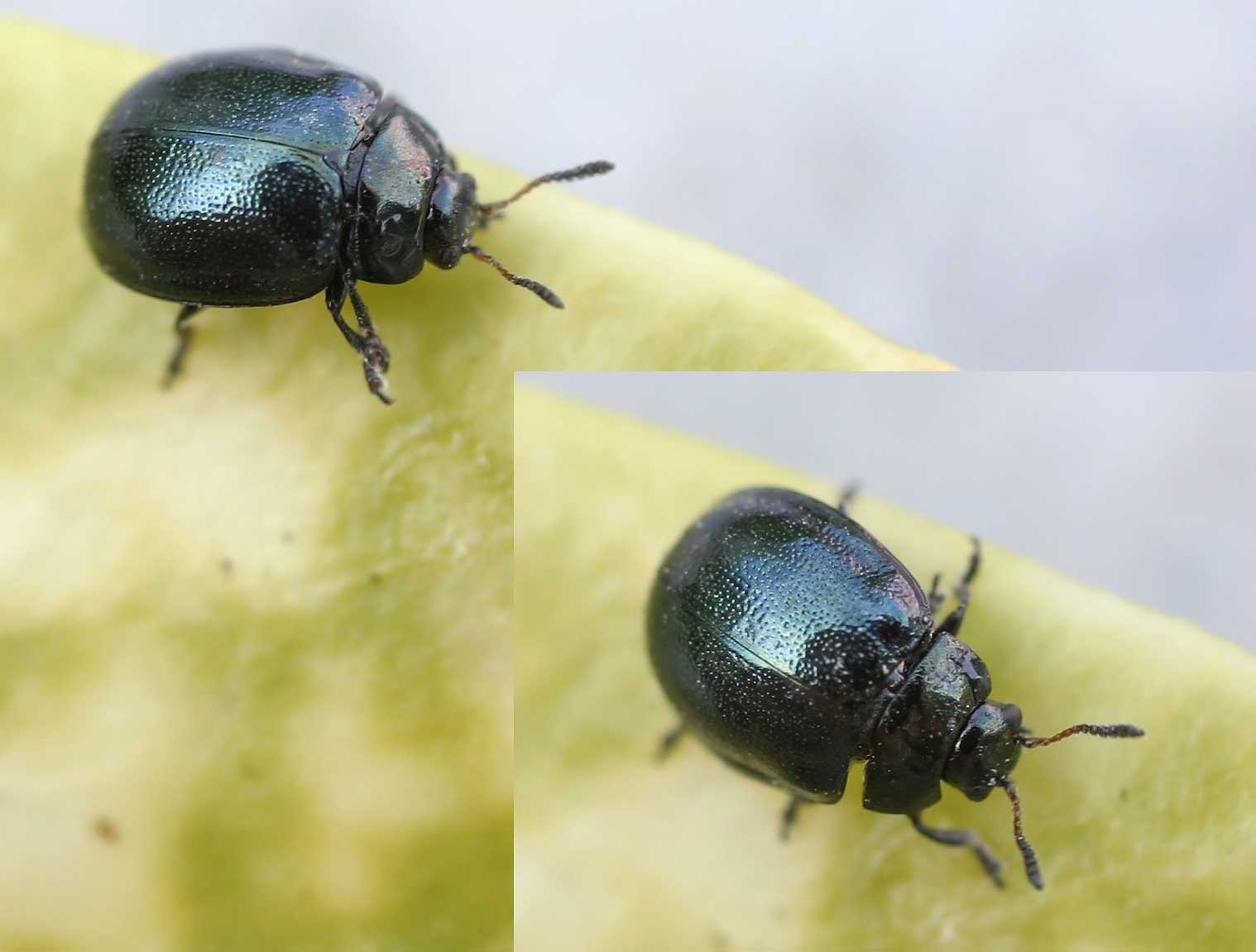